# روبرت دا سیلوا آلمیدا
روبرت دا سیلوا آلمیدا (به پرتغالی: Robert da Silva Almeida) هافبک اهل برزیل است که در شهر سالوادور و در تاریخ ۳ آوریل ۱۹۷۱ به دنیا آمده‌است.
روبرت دا سیلوا آلمیدا در تیم‌های فوتبال Olaria، Guarani، Rio Branco، سانتوس، Barueri، اتلتیکو مینیرو، سانتوس، São Caetano، سانتوس، باشگاه فوتبال کونسادول ساپورو، کورینتیانس، Bahia، América-RJ سابقهٔ حضور دارد.